# Opgeduveld
Opgeduveld was een Nederlandse samenwerking tussen de rapformaties Opgezwolle en DuvelDuvel. Hiermee bestond de groep uit de leden Sticky Steez, Phreako Rico, Dippy Delic, Duvel, Supahdupah en Rein de Vos. De groep werd in 2002 gevormd, waarna het album Opgeduveld verscheen. Ze bleven niet bij elkaar, maar gaven in 2004 nog wel de single Mijn Zone uit. Tien jaar na het verschijnen van het album, kwam er een heruitgave uit op vinyl met vijf extra nummers.

## Biografie

### Opgeduveld
In 2002 kwam het Zwolse trio Opgezwolle in contact met het Rotterdamse DuvelDuvel. Samen namen ze het nummer Pimprappers op, dat op het DuvelDuvel album Van Aap Naar Primaat kwam te staan. Het klikte tussen de twee groepen, waardoor ze besloten meer muziek te maken. 
De samenwerking Opgeduveld was geboren en ze brachten dat jaar een negen nummers tellende ep uit genaamd Opgeduveld, een samenvoeging van Opgezwolle en DuvelDuvel. De EP was oorspronkelijk gratis te downloaden op het internet, maar al snel was er vraag naar een fysieke versie. Designbureau Hotel kwam met het idee om een gat te branden in de hoes. De eerste druk van slechts vijftig exemplaren was hand gemaakt en bevatte zwarte cd's. Het nederhoplabel Top Notch bracht vervolgens nog vijfhonderd gesigneerde exemplaren uit, die ook binnen de kortste keren waren verkocht. In de jaren daarna was het album niet meer verkrijgbaar, waardoor het een gewild album werd.
Door de grote vraag naar het album bracht Top Notch in 2005 een digipack re-release uit, wat de derde versie van het album betekende.

### Opgeduveld 2
Er stond een Opgeduveld 2 op de planning, maar het album werd gecanceld door onenigheid binnen de groep en de daaropvolgende (tijdelijke) breuk van DuvelDuvel met label Top Notch.
In 2009 zei Sticks in een interview dat de groepen weer samen werkten en dat er misschien zelfs een nieuw album zou uitkomen. Dat album zou dan 3 gaan heten. Album Nr. 2 is nooit uitgekomen maar is verdeeld in de albums Fakkelteit van Sticks & Delic en in het album van DuvelDuvel; Puur Kultuur.

### 10 jaarOpgeduveld
In 2012 bestond het album Opgeduveld tien jaar. Top Notch labelbaas Kees de Koning kwam met het idee om het album opnieuw uit te geven, zowel op cd als op vinyl. Dit betekende de vierde en vijfde versies van het album. Op de heruitgave stonden vijf extra Opgeduveld nummers. De nummers werden geremasterd door producer Delic. Twee nummers waren al bekend bij het publiek: het nummer Pimprappers dat in 2002 op het DuvelDuvel album Van Aap Naar Primaat stond en het nummer Mijn Zone, dat in 2004 op vinyl werd uitgegeven. De nieuwe tracks waren: Intro Opgeduveld 2, Hardhoofd en Stabiele Factor.

## Discografie
Studioalbums
- Opgeduveld (2002)

Versies
- 1. limited edition cd 50 exemplaren (2002)
- 2. limited edition cd 500 exemplaren (2002)
- 3. digipack cd (2005)
- 4. digipack cd met bonustracks (2012)
- 5. vinyl met bonustracks (2012)

### Overige Samenwerkingen
Opgezwolle (Sticks, Rico en Delic) en DuvelDuvel werkten soms nog wel met elkaar samen maar dan niet onder de naam Opgeduveld.
| Jaar | Track                | Vorm         | Naam                   | Albumartiest  | Met                     |
| ---- | -------------------- | ------------ | ---------------------- | ------------- | ----------------------- |
| 2002 | Pimp Rappers         | Gratis album | Van Aap Naar Primaat   | DuvelDuvel    | Opgezwolle              |
| 2003 | Praten               | Album        | Brandstof              | Opgezwolle    | DuvelDuvel              |
| 2004 | De stabiele factor   | Gratis album | Precept                | DuvelDuvel    | Sticks                  |
| 2004 | Zure Overval         | Album        | 2e Jeugd               | Extince       | DuvelDuvel & Opgezwolle |
| 2006 | Passievrucht/Bosmuis | Album        | Eigen Wereld           | Opgezwolle    | Duvel                   |
| 2009 | Fakkels en Bananen   | Album        | Colucci Era            | Fakkelbrigade | DuvelDuvel              |
| 2009 | Niet Jaloers         | Album        | Carmen van het Noorden | Perquisite    | Duvel & Sticks          |
| 2010 | Goed Eten            | Album        | Alledaagse Waanzin     | Sticks        | DuvelDuvel              |